# Ho Klitplantage
Ho Klitplantage eller blot Ho Plantage er en plantage syd for Ho og nord for Skallingen. Ho Klitplantage er på 403 ha og plantet i årene 1920-1940 og er dermed områdets yngste plantage. Plantagen er tilplantet med bjergfyr, skovfyr, klitfyr og sitkagran. 
I plantagens sydlige del lå et af vestkystens vigtigste fiskerlejer Sønderside, der ved en stormflod i 1634 blev udslettet.
Allerede i 1860erne blev de første plantager anlagt på egnen, og erfaringerne blev brugt, da Ho Klitplantage skulle anlægges.